# Ищеинский сельсовет
Ищеинский сельсове́т — сельское поселение в Краснинском районе Липецкой области. 
Административный центр — село Ищеино.

## История
В соответствии с законами Липецкой области №114-оз от 02.07.2004 и №126-оз от 23.09.2004 Ищеинский сельсовет наделён статусом сельского поселения, установлены границы муниципального образования.
В соответствии с Законом Липецкой области от 18.08.2011 года №534-ОЗ в состав сельсовета включена часть населённых пунктов упразднённого Сергиевского сельсовета.

## Население
| 2010 | 2012  | 2013  | 2014  | 2015  | 2016  | 2017  |
| ---- | ----- | ----- | ----- | ----- | ----- | ----- |
| 768  | ↗1082 | ↘1058 | ↘1024 | ↗1025 | ↗1026 | ↘1006 |
| 2018 | 2021  |       |       |       |       |       |
| ↘982 | ↗1093 |       |       |       |       |       |

## Состав сельского поселения
| №  | Населённый пункт   | Тип населённого пункта       | Население |
| -- | ------------------ | ---------------------------- | --------- |
| 1  | Брянцево           | деревня                      | 68        |
| 2  | Верхнее Брусланово | село                         | 226       |
| 3  | Ищеино             | село, административный центр | 469       |
| 4  | Новая              | деревня                      | 1         |
| 5  | Свободная          | деревня                      | 0         |
| 6  | Сергиевское Второе | село                         | 68        |
| 7  | Сергиевское Первое | село                         | 264       |
| 8  | Смородиновка       | деревня                      | 5         |
| 9  | Толбузино          | деревня                      | 4         |
| 10 | Яковлево           | село                         | 0         |